# 重信命
重信命（羅馬化：Mei Shigenobu；1973年3月1日—），日本記者，專門研究中東問題，日本極左翼武裝組織日本赤軍領導人重信房子之女，她也在社交網絡中使用重信五月（May Shigenobu）为名字。生父为一名未公開身份的巴勒斯坦人，有報道指其是解放巴勒斯坦人民陣線的領導人。受到其父母及成長環境影響，重信命立場左傾及親巴勒斯坦。

## 早年生活
重信命1973年出生於黎巴嫩首都貝魯特。生父是解放巴勒斯坦人民陣線領導人，母親为日本赤軍領導人重信房子。她的童年在阿拉伯社會度過。在她8歲生日那天，母親重信房子告訴她：「我從日本而来，目的是為了與巴勒斯坦人並肩作戰。」由於父母身份可能會使命成為暗殺目標，命16歲前房子未对其透露父母的身份。據命在2011年接受BBC新聞採訪時稱，她的父親已經去世，在他去世前她們與他沒有任何聯系，因此不清楚她父親是否知道她的存在。而命在2018年5月接受半島電視台訪問時，稱其父為人陣領導人，是一名所謂的秘密活動者，他的存在並不為公眾所知。
1972年5月30日，解放巴勒斯坦人民陣線—外部行動的3名日本赤軍志願者對以色列的盧德機場實施襲擊，此後，人陣領導人和其他日本志願者成為以色列暗殺的目標。在此背景下，房子於1974年被國際刑警組織通緝，此前她被認為參與法國駐海牙大使館劫持人質事件。
儘管房子得到了當時阿拉伯社會的支持，但她仍然受到以色列和日本政府的追捕。由於擔心命是房子之女的身份被揭露，導致以色列情報機構的追殺，因此房子一家不得不在難民營和不同的家庭中過著隱瞞身世和真名的生活。而命得到阿拉伯國家和其他國家的援助，獲得上學和出入境所需的臨時身份證件。
她在黎巴嫩和一些不願意提及的國家讀書。她先後在黎巴嫩大學和貝魯特美國大學修讀新聞學和國際關係。她能說一口流利的阿拉伯語和英語，但是卻刻意隱瞞自己會日語，因為她擔心別人知道她是房子的女兒，這樣會讓她母親被捕。
直到2001年3月獲得日本公民身份前，重信命不是任何國家的公民。

## 定居日本
命在重信房子於大阪被捕後現身，並于2001年4月第一次造访日本，成為第一個訪問日本的日本赤軍成員後代。2001年12月时命引起一起爭議，當時她應一位老師邀請，在神奈川縣一所公立學校講述了阿拉伯文化和食物；以色列駐東京大使館向學校投訴稱她的演說傳達了「公然的、有偏見的政治言論」及反以色列情緒。其後她在東京一所補習班擔任英語教師。
命後來成為日本有線電視頻道朝日新星（朝日電視台新聞頻道）的一小時直播政治節目《新聞深入》的主播。她目前是阿拉伯聯合大公國阿拉伯語衛星頻道中東廣播中心駐東京記者，並以阿拉伯語報導日本新聞。
命支持巴勒斯坦人建國，也對以色列持批判態度。記錄片《革命之子》訪問命和西德紅軍派領導人烏爾麗克·邁因霍夫之女貝蒂娜，命不像貝蒂娜一樣否定自己母親的過去，反而覺得很驕傲，甚至把她當作自己的榜樣。她跟她母親一樣認為那是另一個時代，就像她跟《標準報》說的：「那時候要引起媒體注意很難」，她認為現在有這麼多媒體和通訊工具，就有更好的方法獲得注意。她也認為不能用現在的眼光去評斷她母親的行為，因為那是一個全世界都在反抗壓迫的年代，「我們忘了這些背景，只是隨便挑一個人出來，用現在的感受、現在的價值觀和現在的思想才好去審判她。」
2023年10月11日，命以「長年報道中東問題的記者」身份出現在BS-TBS製作的新聞節目《報導1930》中，並解說同一時期發生的以色列—哈馬斯戰爭。對此，以色列駐日本大使吉拉德·科恩在10月13日在日本外國記者俱樂部舉行的新聞發布會上提及這件事。他拿出節目截圖，反復問道「這算是什麼意思？」他批評「重信房子在50年前參與謀害許多以色列人的屠殺，而她的女兒現在卻在讚揚哈馬斯的暴行。」

## 流行文化
命曾經在大浦信行2006年11月上映的電影《9.11-8.15-日本自殺》出現。她還參與2009年紀錄片《頭腦警察》，這是一部記錄日本搖滾團「頭腦警察」和他們的主唱PANTA生活的電影。
命曾經在2010年演過一部日本電影《教練》，扮演一個報導花式溜冰的記者。同年，她和她母親重信房子也參與了沙恩·奧蘇利文拍的紀錄片《革命之子》，這部記錄片在阿姆斯特丹國際紀錄片電影節上首映。2011年，她還出現在埃里克·鮑德萊爾的實驗電影《命和重信房子、足立正生以及27年沒有影像的遠征》裡，跟日本赤軍前成員足立正生一起分享他們的故事，這部電影在馬賽國際電影節上展出。

## 著作
- Shigenobu, Mei,   [Secrets - from Palestine to the country of cherry trees, 28 years with my mother], Kōdansha, 2002-05, ISBN 4-06-210859-3
- Shigenobu, Mei,   [From the ghettos of the Middle East], Weitsu, 2003-02, ISBN 4-901391-31-3
- Shigenobu, Mei,   [The "Arab Spring"; How it was Played out by the West and the Media], Kadokawa Publishers, 2012-10

## 外部連結
- 重信命的X（前Twitter）
- May Shigenobu: Daughter of the Japanese Red Army （页面存档备份，存于） (BBC News, 26 October 2011)